# Èiras
Èiras de Mont Cube (en francès Eyres-Moncube) és un municipi francès situat al departament de les Landes i a la regió de la Nova Aquitània.

## Demografia
| 1962                                       | 1968 | 1975 | 1982 | 1990 | 1999 | 2007 |
| ------------------------------------------ | ---- | ---- | ---- | ---- | ---- | ---- |
| 372                                        | 386  | 331  | 301  | 317  | 343  | 371  |
| Des de 1962: població sense dobles comptes |      |      |      |      |      |      |

## Administració
| Període | Identitat   | Partit |
| ------- | ----------- | ------ |
| 2001-   | Yves Ducamp | PS     |

## Personatges il·lustres
- Jean Maximilien Lamarque hi té una capella.